# Anzawijja
Anzawijja (arab. عنزاوية) – wieś w Syrii, w muhafazie Aleppo, w dystrykcie Manbidż. W 2004 roku liczyła 1491 mieszkańców.